# Anne Louise Beck
Anne Louise Beck (verh. Anne Beck Walker; * 18. März 1896; † 29. November 1982 in Fresno, Kalifornien) war eine US-amerikanische Meteorologin.

## Biographie
Beck hatte dänische Vorfahren und wuchs in Berkeley im Bundesstaat Kalifornien auf. Sie studierte an der University of California, Berkeley, wo sie 1918 ihren Bachelor-Abschluss mit Auszeichnung erhielt. In ihrem Masterstudium spezialisierte sie sich auf Meteorologie, Klimatologie, Astronomie, Navigation und Mathematik. Neben dem Studium arbeitete Beck als Assistentin am astronomischen Institut der Universität und im Sommer 1919 in der Außenstelle des U.S. Weather Bureau in San Francisco. Zudem unterrichtete sie 1919/20 ein Jahr lang Mathematik an einer High School in Lodi.
Während ihres Masterstudiums wurde Beck im August 1920 für ein mit 1000 Dollar dotiertes Stipendium der American-Scandinavian Foundation ausgewählt, um ein Jahr lang Meteorologie und Ozeanographie bei Vilhelm Bjerknes und Bjørn Helland-Hansen in Bergen in Norwegen zu studieren. Sie war die erste Person, die von der Stiftung ein Stipendium im Bereich Meteorologie und Ozeanographie erhielt. Beck legte am 27. August 1920 mit der Bergensfjord von New York aus Richtung Bergen ab und kehrte am 6. Juni 1921 in die USA zurück. Neben Vorlesungen und praktischen Übungen auf dem Gebiet der Ozeanographie wurde sie mit den Methoden der Bergener Schule der Meteorologie vertraut gemacht, die Vilhelm Bjerknes und seine Arbeitsgruppe begründet hatten. Beck assistierte Bjerknes beim Schreiben seines 1921 erschienenen Artikels On the Dynamics of the Circular Vortex with Applications to the Atmosphere and Atmospheric Vortex and Wave Motions.
Nach ihrer Rückkehr in die USA bot ihr der Direktor des U.S. Weather Bureau, Charles Marvin, eine Stelle im Weather Bureau in Washington, D.C. an, die sie aufgrund der Entfernung zu ihrer Heimat Kalifornien ablehnte. Mit der Arbeit An Application of the Principles of Bjerknes’ Dynamic Meteorology in a Study of Synoptic Weather Maps for the United States schloss sie 1922 mit dem Master of Arts ihr Studium in Berkeley ab. In ihrer Masterarbeit knüpfte Beck an die meteorologische Tätigkeit in Bergen an und wandte die Polarfronttheorie der Bergener Schule auf das Wetter in den Vereinigten Staaten an. Ihre Analyse von Wetterkarten der USA, die sie nach den Methoden der Bergener Schule für alle Tage im Januar 1921 gezeichnet hatte, reichte sie 1921 zur Begutachtung bei der Fachzeitschrift Monthly Weather Review ein. Diese veröffentlichte neben Becks Artikel jedoch nur eine Karte, die der Herausgeber Alfred J. Henry zudem stark bearbeitet hatte. Auch eine detaillierte Diskussion der Tiefdruckgebiete über den Vereinigten Staaten wurde nicht abgedruckt.
Nach ihrem Abschluss unterrichtete Anne Louise Beck Astronomie, Mathematik und Geographie zunächst an der High School, ab 1929 am Junior College in Santa Rosa, Kalifornien. Daneben gab sie auch Kunstunterricht. 1928 wurde Beck in die American Meteorological Society aufgenommen. Ab 1938 lehrte sie parallel Meteorologie und „Theorie der Luftfahrt“ an einer Flugschule der Civil Aeronautics Authority in Santa Rosa. Während des Zweiten Weltkriegs verließ sie 1941 das College und arbeitete fortan an der Cal-Aero Flight Academy in Ontario (Kalifornien) für die Air Forces. Dort gab sie ebenfalls Kurse im Fach Meteorologie.
Ihr weiterer Lebensweg ist nicht bekannt. Unter ihrem Ehenamen Anne Beck Walker liegt eine Sterbeeintrag in Fresno vor, der auf den 29. November 1982 datiert ist.

## Wirkung und Rezeption
Anne Louise Beck war nach Ansicht des Wissenschaftshistorikers James Fleming eine der ersten Frauen, die einen „signifikanten intellektuellen Beitrag“ zur Meteorologie leisteten. Erst 27 Jahre nach ihrem Masterabschluss promovierte mit Joanne Malkus Simpson erstmals eine Frau auf dem Gebiet der Meteorologie.
Beck gehörte neben LeRoy Meisinger, der 1920 dazu im Monthly Weather Review publizierte, zu den ersten, jungen Wissenschaftlern, die die Polarfronttheorie der Bergener Schule auf das Wetter in den USA anwandten. Ihre Bemühungen scheiterten jedoch vor allem am Widerstand des U.S. Weather Bureau. Erst nach der Ankunft Carl-Gustaf Rossbys in den Vereinigten Staaten 1926 und einem Wechsel an der Spitze des Weather Bureau begannen sich die Techniken der Bergener Schule langsam in Amerika durchzusetzen. Die starken Bearbeitungen an Becks Artikel im Monthly Weather Review sind daher laut Fleming auch auf „Institutions- und Nationalstolz, Alterdiskriminierung und wahrscheinlich Sexismus“ zurückzuführen.
Becks Biographie und ihre Rolle in der Geschichte der Meteorologie wurden erst 2016 durch das von James Fleming verfasste Buch Inventing Atmospheric Science bekannt, das ihr „späte Anerkennung verschafft[e]“. Fleming selbst zieht in seinem Buch Parallelen zur Karriere Rossbys und kommt zu dem Schluss, dass die „geschlechtsspezifischen Erwartungen der Zeit“ Becks Karriere geprägt und gleichzeitig „stark eingeschränkt“ hätten.

## Veröffentlichungen
- The Earth's Atmosphere as a Circular Vortex. In: Monthly Weather Review. Band 50, Nr. 8, August 1922, S. 393–401, doi:10.1175/1520-0493(1922)50<393:TEAAAC>2.0.CO;2.